# Columba bollii
Columba bollii là một loài chim trong họ Columbidae.